# وينستون جورج
وينستون جورج (بالإنجليزية: Winston George) هو منافس ألعاب قوى غياني، ولد في 19 مايو 1987 في جورج تاون في غيانا.

## وصلات خارجية
- وينستون جورج على موقع الاتحاد الدولي لألعاب القوى (الإنجليزية)
- وينستون جورج على موقع الدوري الماسي (الإنجليزية)
- وينستون جورج على موقع اللجنة الأولمبية الدولية (الإنجليزية)
- وينستون جورج على موقع أوليمبيديا (الإنجليزية)
- وينستون جورج على موقع اتحاد ألعاب الكومنولث (مؤرشف) (الإنجليزية)